# ジョイス・ハット
ジョイス・ハット（Joyce Hatto、1928年9月5日 - 2006年6月30日）は、イギリスの女流ピアニスト。

## 生涯
1928年、ロンドンセント・ジョンズ・ウッドで生まれた。父は骨董商で、ピアノ愛好家であった。フェルッチョ・ブゾーニの孫弟子にあたり、アルフレッド・コルトーにもレッスンを受けた。作曲をパウル・ヒンデミットやナディア・ブーランジェにも師事したが、作曲作品は確認されていない。アーノルド・バックスの親友でもあり、彼のピアノ作品の録音もある。
2006年、ハートフォードシャー州ロイストン(Royston)で死去した。

## 録音
ガン治療のためにステージ活動をリタイヤして21年以上経ったが、その後ハットの演奏としてリリースされたCDは121枚に上り、ショパンのエチュードに至っては二種類が存在する。ショパン＝ゴドフスキーの練習曲全集がリリースされた際には、75歳での録音は最高齢記録であると話題になった。録音活動は亡くなるまで続けられたとされた。2006年6月30日、長年患ったガン治療による副作用のため77歳で死去。最後のリリースは、オリヴィエ・メシアンの幼子イエスへの20のまなざし全曲で、世界最高齢録音と宣伝されていた。
なお、ハットの名によるCDの一部について他の演奏者の演奏ではないかとの指摘がある。指摘やその後の報道の詳細は後記外部リンクまたは英語版ウィキペディアを参照されたい。

## 家族・親族
- 夫：ウィリアム・バリントン=クーペ(William Barrington-Coupe)はレコーデイング・ディレクター。